# Mercè Vila i Reventós
Mercè Vila i Reventós (Barcelona, 1902 - ?) va ser una poeta en llengua catalana.
La seva obra poètica, que tracta sobretot motius naturals i religiosos, va ser publicada en quatre reculls i va aparèixer en diversos diaris i revistes com ara El Dia de Terrassa, La Publicitat o La Veu de Catalunya.
També va participar en diverses lectures poètiques, va actuar com a jurat dels Jocs Florals de Sant Andreu l'any 1935, i va ser premiada en quatre ocasions en jocs florals d'arreu dels Països Catalans.
També va estar vinculada a l'entitat de defensa de la unitat de la llengua catalana Nostra parla, essent la secretària de la secció femenina en una junta formada, entre d'altres, per Caterina Albert, Carme Karr, Narcisa Freixas i Clementina Arderiu.

## Obra poètica
- Les hores (1918)
- Magnòlia perfumada (1921)
- Flor de l'ànima (1929)
- Fugaç resplendor (1955)